# کایدو کرین
کایدو کرین (استونیایی: Kaido Kreen؛ زادهٔ ۱۲ ژانویهٔ ۱۹۶۵) بازیکن والیبال ساحلی اهل استونی بود.  وی در بازی‌های المپیک تابستانی ۱۹۹۶ شرکت کرده است.